# جونگ هو کون
جونگ هو کون (کره‌ای: 정호근؛ زادهٔ ۲۸ سپتامبر ۱۹۶۴) بازیگر و شمن اهل کره جنوبی است که بیشتر به عنوان بازیگر نقش مکمل در مجموعه‌های تلویزیونی ایفای نقش کرده‌است. در سال ۲۰۰۸، جونگ در تئاتر موزیکال سلام فرانچسکا بازی کرد. این تئاتر در موزه ملی کره برگزار شد. در سال ۲۰۱۵، جونگ یک شمن شد.
از آثاری که در آنها ایفای نقش کرده است می‌توان به تاجر پوسان، امپراتور دریا، ایسان، ته جویونگ، سرزمین بادها، بخش قلب، افسانه دونگ‌یی، گوانگ‌گه‌تو فاتح بزرگ و آقای دکتر اشاره کرد.

## مجموعه تلویزیونی
- ۱۹۸۴ درخت زردآلو در میان برف (در نقش شاهزاده هه وون)
- ۱۹۸۵ جنگ ایمجین (در نقش گو جانگ هو)
- ۱۹۸۷ کلاس آبی
- ۱۹۹۰ دوونگون (در نقش مین گوم هو)
- ۱۹۹۱ چشمان بامداد (در نقش ‌وون دونگ جین)
- ۱۹۹۳ جمهوری سوم (در نقش کاپیتان لی هیو)
- ۱۹۹۵ جانگ نوک سو (در نقش کیم جا وون)
- ۱۹۹۶ عطر شکوفه های سیب (مدیر خبرگزاری)
- ۱۹۹۷ برادران پزشک (در نقش لی یونگ سوب)
- ۱۹۹۷ پیشگویی (در نقش مدیر جو)
- ۱۹۹۸ مدافع (در نقش شریک شرکت حقوقی شینهوا)
- ۱۹۹۹ رئیس (در نقش کیم دون سیک)
- ۱۹۹۹ هورجون (در نقش جانگ ته اون)
- ۲۰۰۰ شورش زنان خانه دار (در نقش جود گه)
- ۲۰۰۱ تاجر پوسان (در نقش جانگ سوک جو)
- ۲۰۰۲ عصر جنگجویان (در نقش هامسا، پنجمین پادشاه لیائو جدید)
- ۲۰۰۲ عصر مردان وحشی
- ۲۰۰۳ دامو (در نقش چوی دال پیونگ)
- ۲۰۰۳ زن پادشاه (در نقش یان یی کوی)
- ۲۰۰۴ امپراتور دریا (در نقش فرمانده ته چی)
- ۲۰۰۴ سرزمین (در نقش کانگ سوئی)
- ۲۰۰۵ جمهوری پنجم (در نقش چا جی چول)
- ۲۰۰۶ مرد نامرئی
- ۲۰۰۶ فرمانروا ته جویونگ (در نقش فرمانده سابوگو)
- ۲۰۰۶ خواهر دوست‌داشتنی من (در نقش لون شارک)
- ۲۰۰۷ ایسان (در نقش مین جو شیک)
- ۲۰۰۷ بخش قلب (در نقش مین یونگ کیو)
- ۲۰۰۸ وکلای کره (در نقش اه یون تاک)
- ۲۰۰۹ دوباره، عشق من (در نقش وون دونگ چول)
- ۲۰۰۹ داستان جانگ هوا و هونگ ریون (در نقش پدر جانگ هوا)
- ۲۰۰۹ ملکه سوندوک (در نقش سول جی)
- ۲۰۱۰ هنر جنگ کودکان (در نقش سون جو)
- ۲۰۱۰ افسانه دونگ‌یی (در نقش بیون هنگ سو)
- ۲۰۱۱ گوانگ‌گه‌تو فاتح بزرگ (در نقش امپراتور فنگبا)
- ۲۰۱۲ خدای جنگ (در نقش سون این ریول)
- ۲۰۱۲ آقای دکتر (در نقش پارک چون سونگ)
- ۲۰۱۳ رسوایی (در نقش ته ها)
- ۲۰۱۴ افسانه سامبونگ (در نقش ایم کیون می)